# Componente elettronico

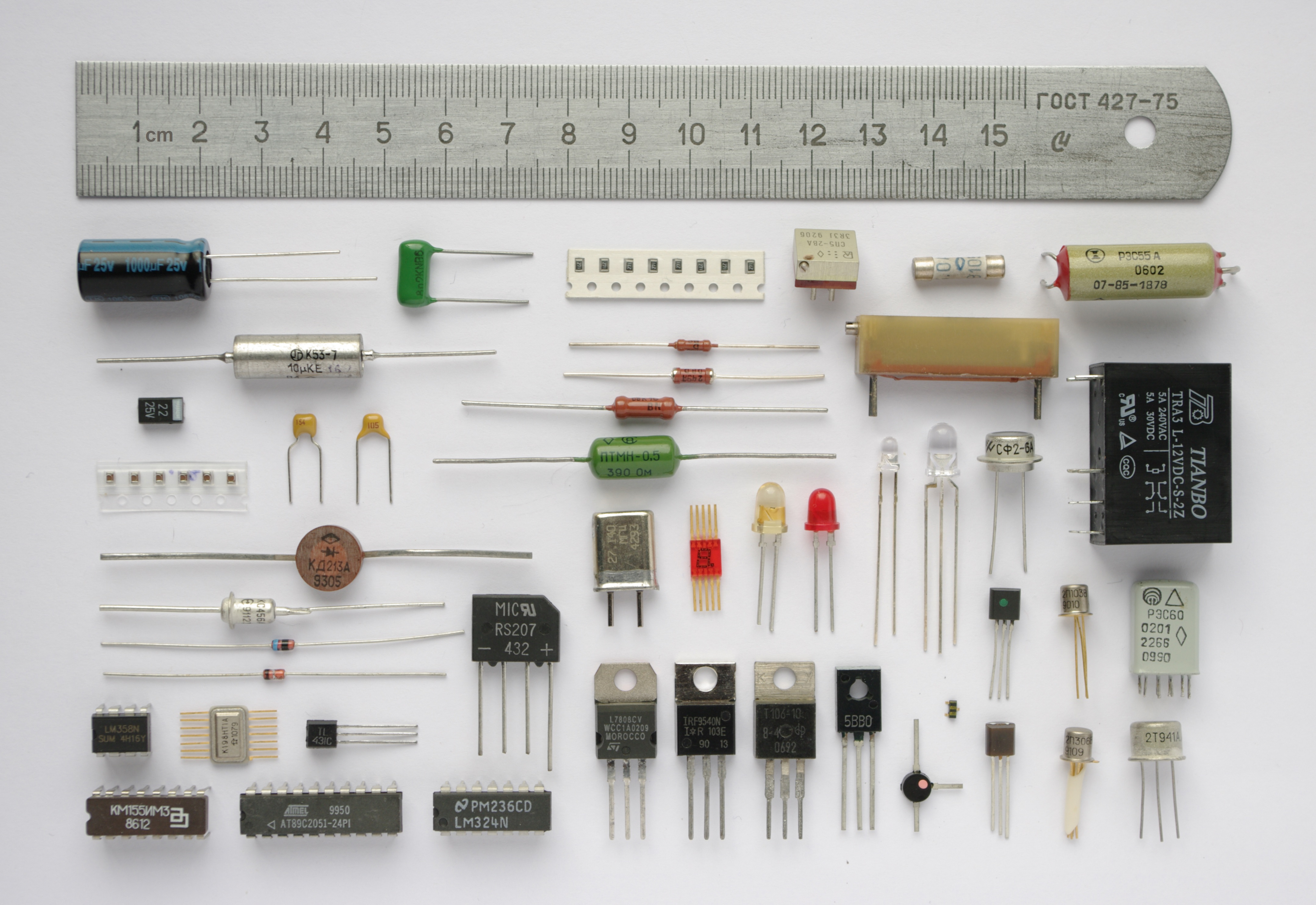
Componenti vari

Un componente elettronico è un dispositivo utilizzato per regolare il passaggio di corrente elettrica attraverso di esso e/o il valore di tensione elettrica ai suoi capi: utilizzati sia nell'elettronica analogica che in quella digitale, sono prodotti su scala industriale aventi più terminali (talvolta uno solo, come nel caso delle antenne) che ne consentono l'uso per la realizzazione di circuiti elettronici.
La legge di natura matematica che lega correnti e tensioni ai capi del componente è detta caratteristica del componente: per i classici bipoli lineari (condensatore, resistore, induttore, memristore) è costituita da una equazione semplice; quando questa legge tiene conto anche di forze fisiche esterne, non elettriche, il componente è detto trasduttore e viene usato per acquisire informazioni dall'ambiente fisico circostante o per agire su di esso; alcuni componenti sono comuni sia all'elettronica che all'elettrotecnica, soprattutto le impedenze e i trasformatori.

## Definizioni e terminologia
I componenti elettronici si suddividono in:
- "passivi", non introducono energia nel circuito e non necessitano di un'alimentazione esterna in aggiunta al segnale in ingresso.
- "attivi", possono essere invece utilizzati ad esempio per amplificare il segnale (corrente o tensione) in ingresso (es. come il transistor o l'amplificatore operazionale)
- "elettromeccanici".

## Componenti passivi

### Impedenze

#### Resistore

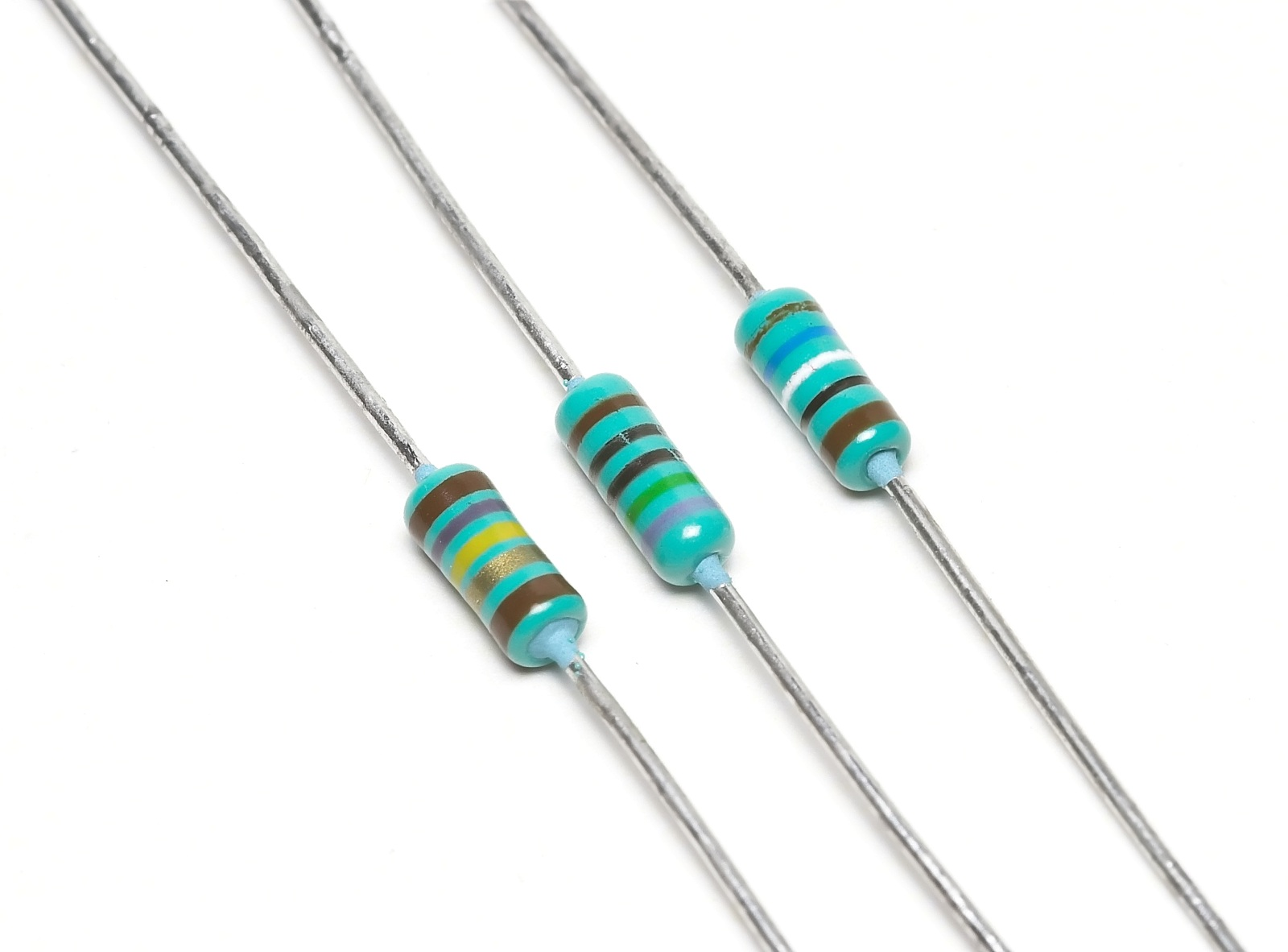
Esempi di resistore

Il resistore è un componente che fornisce resistenza elettrica ed è costruito con un materiale che determina una caduta di potenziale elettrico al passaggio di una corrente attraverso di esso. La resistenza si misura in ohm (Ω), ed è determinata da caratteristiche geometriche oltre che dalla capacità conduttiva del materiale.
Per le resistenze a filo metallico c'è una semplice formula che lega la caratteristica del componente a quella del materiale (seconda legge di Ohm):
{\displaystyle R=\rho {\frac {l}{S}}}
dove ρ è la costante detta resistività (Ω*m) del materiale, l la lunghezza del filo, e S la sezione. Per altri tipi di resistori questa formula è vera solo in linea di massima, perché bisogna tenere conto anche della geometria tridimensionale del componente.

#### Induttore

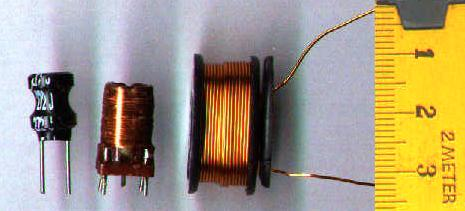
Esempi di induttore

L'induttore genera un campo magnetico al passare della corrente elettrica. Viene utilizzata nelle macchine e nei motori elettrici, ad esempio trasformatori, relais e così via. L'induttore con un campo magnetico costante si lascia attraversare da corrente elettrica senza reagire; invece, in un campo magnetico variabile (quindi con un flusso variabile), l'induttore genera il campo magnetico e non fa passare la corrente alternata

#### Condensatore

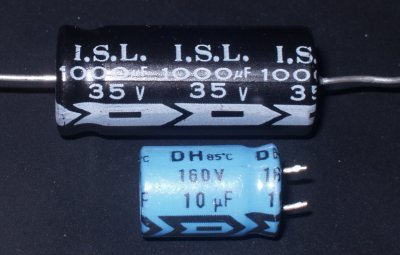
Esempi di condensatori elettrolitici

Il condensatore immagazzina una carica elettrica, accumulando proporzionalmente una tensione ai suoi capi. La capacità del condensatore si misura in Farad e suoi sottomultipli: le capacità dei condensatori commerciali più comuni sono dell'ordine del milionesimo di farad o meno. In elettronica i condensatori sono usati per accoppiare o disaccoppiare segnali tempovarianti e per immagazzinare energia.

#### Memristore

Memreistore

Un memristore nell'ambito della teoria dei circuiti, è un componente elettronico nonlineare passivo.

### Diodo
Un diodo è un componente elettronico passivo non-lineare a due terminali (bipolo), la cui funzione ideale è quella di permettere il flusso di corrente elettrica in un verso e di bloccarla quasi totalmente nell'altro (questo non è vero nel caso di diodo tunnel o diodo a tunnelling risonante).

### Fusibile
Un fusibile è un dispositivo elettrico in grado di proteggere un circuito dalle sovracorrenti.

## Componenti attivi

### Componenti attivi a stato solido

#### Transistor

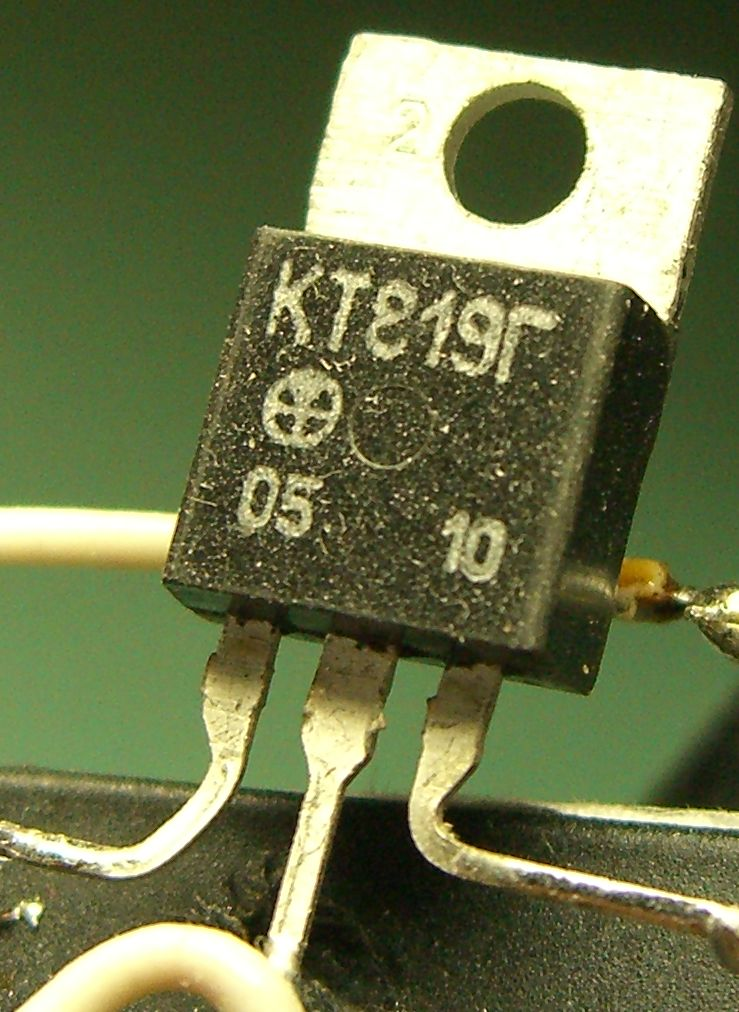
Esempio di transistor

Il transistor, detto anche transistore, abbreviazione del termine inglese transfer-resistor, è un dispositivo a semiconduttore
largamente usato sia nell'elettronica analogica che nell'elettronica digitale. Il funzionamento del transistor è basato sulla giunzione p-n, scoperta casualmente da Russell Ohl il 23 febbraio 1939.

#### Transistore unigiunzione (UJT)
Il transistore unigiunzione non viene in genere utilizzato come amplificatore, ma in circuiti di innesco e in oscillatori.

## Componenti integrati
- Amplificatore operazionale

### Accoppiatori ottici
- Optoisolatore

### Porte logiche
Le porte logiche sono componenti che realizzano le operazioni logiche booleane. Esse accettano in ingresso segnali cosiddetti "logici", cioè dei particolari livelli di tensione che vengono interpretati come valori logici "falso" o "vero", "0" oppure "1". A titolo di esempio, per le porte logiche della famiglia TTL questi valori sono fra 0V e +0,8V per il livello "0" e fra +2V e +5V per il livello "1". L'interconnessione di più porte logiche dà vita alle reti logiche.